# Junonia oenone
Junonia oenone е вид пеперуда от семейство Многоцветници (Nymphalidae). Видът не е застрашен от изчезване.

## Разпространение и местообитание
Разпространен е в Ангола, Бенин, Ботсвана, Буркина Фасо, Бурунди, Габон, Гамбия, Гана, Гвинея, Гвинея-Бисау, Демократична република Конго, Джибути, Екваториална Гвинея, Еритрея, Етиопия, Замбия, Зимбабве, Йемен, Камерун, Кения, Коморски острови, Кот д'Ивоар, Лесото, Либерия, Мавритания, Мавриций, Мадагаскар, Майот, Малави, Мали, Мозамбик, Намибия, Нигер, Нигерия, Оман, Реюнион, Руанда, Сао Томе и Принсипи, Саудитска Арабия, Свазиленд, Сейшели, Сенегал, Сиера Леоне, Сомалия, Танзания, Того, Уганда, Централноафриканска република, Чад, Южен Судан и Южна Африка.
Обитава градски и гористи местности, градини, ливади и савани.